# Калиптра

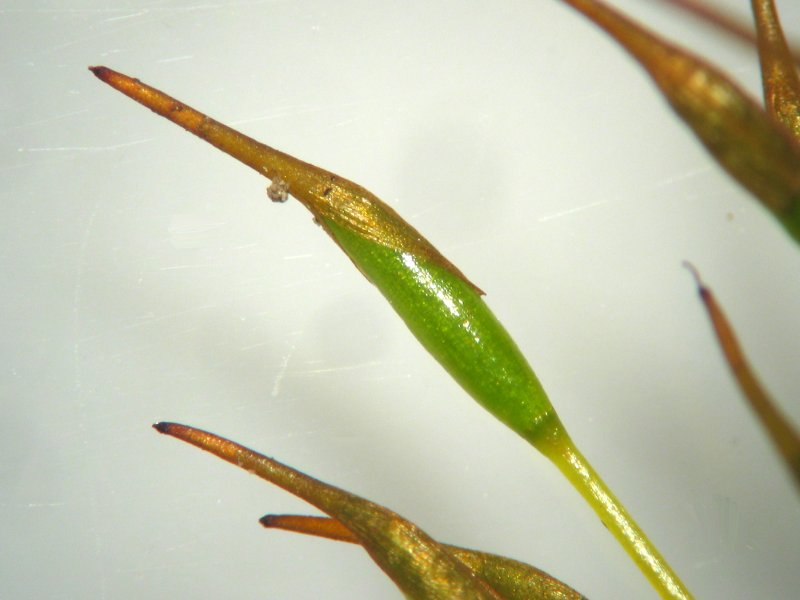
Калиптра вида Tortula muralis.

Калиптра (брюшко архегония, колпачок архегония) — у моховидных: временный колпачок над развивающимся в архегонии спорофитом. Увеличивается в размере по мере роста последнего.
Изучение формы калиптры помогает при идентификации видов. Развившись, спорофит разрывает калиптру, и спорангий оказывается открыт внешней среде, получая возможность распространения созревших спор.